# Ovsiřík štíhlý

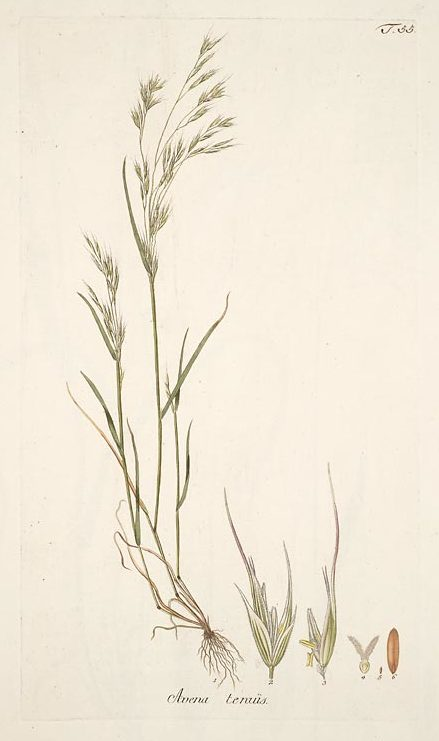
Nákres rostliny

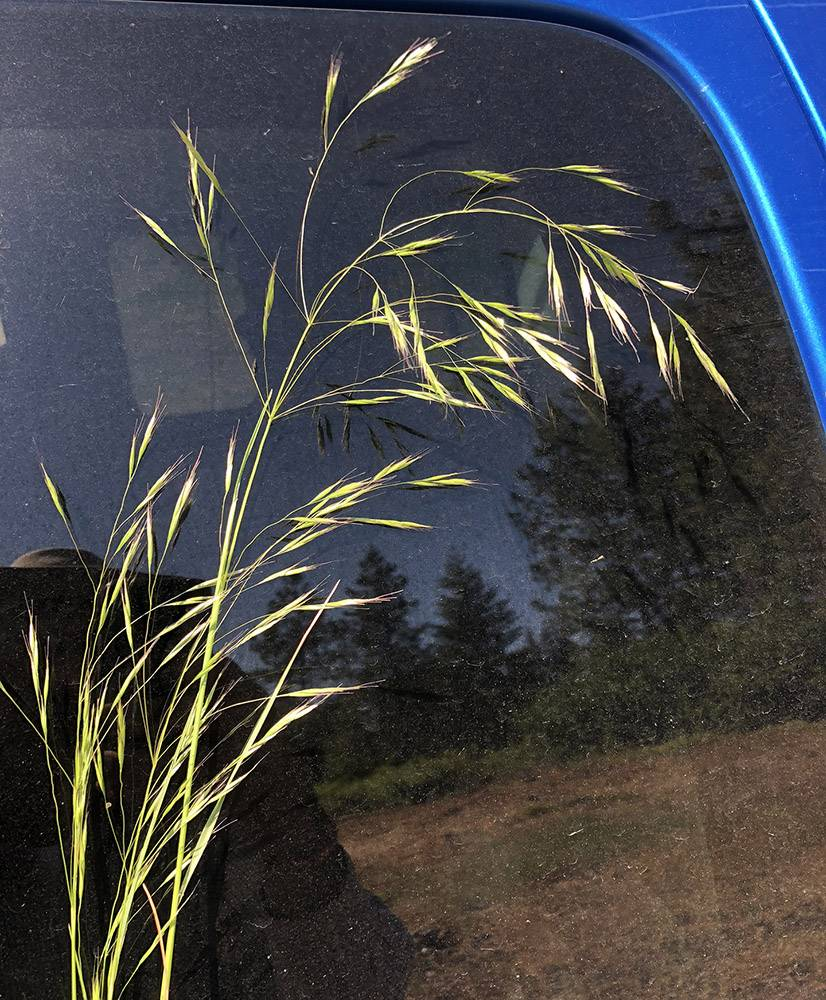
upright = 0.8

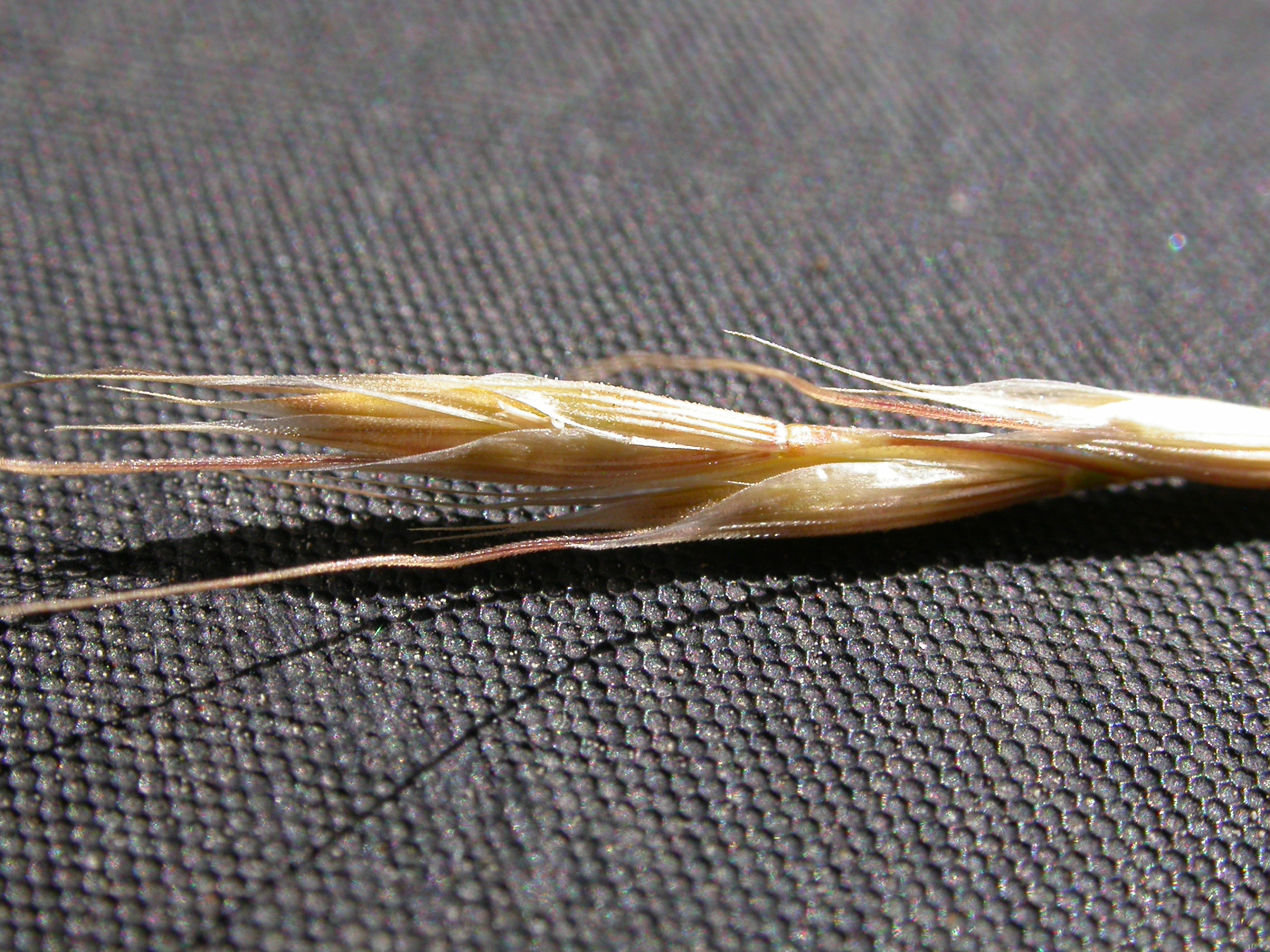
upright = 0.8

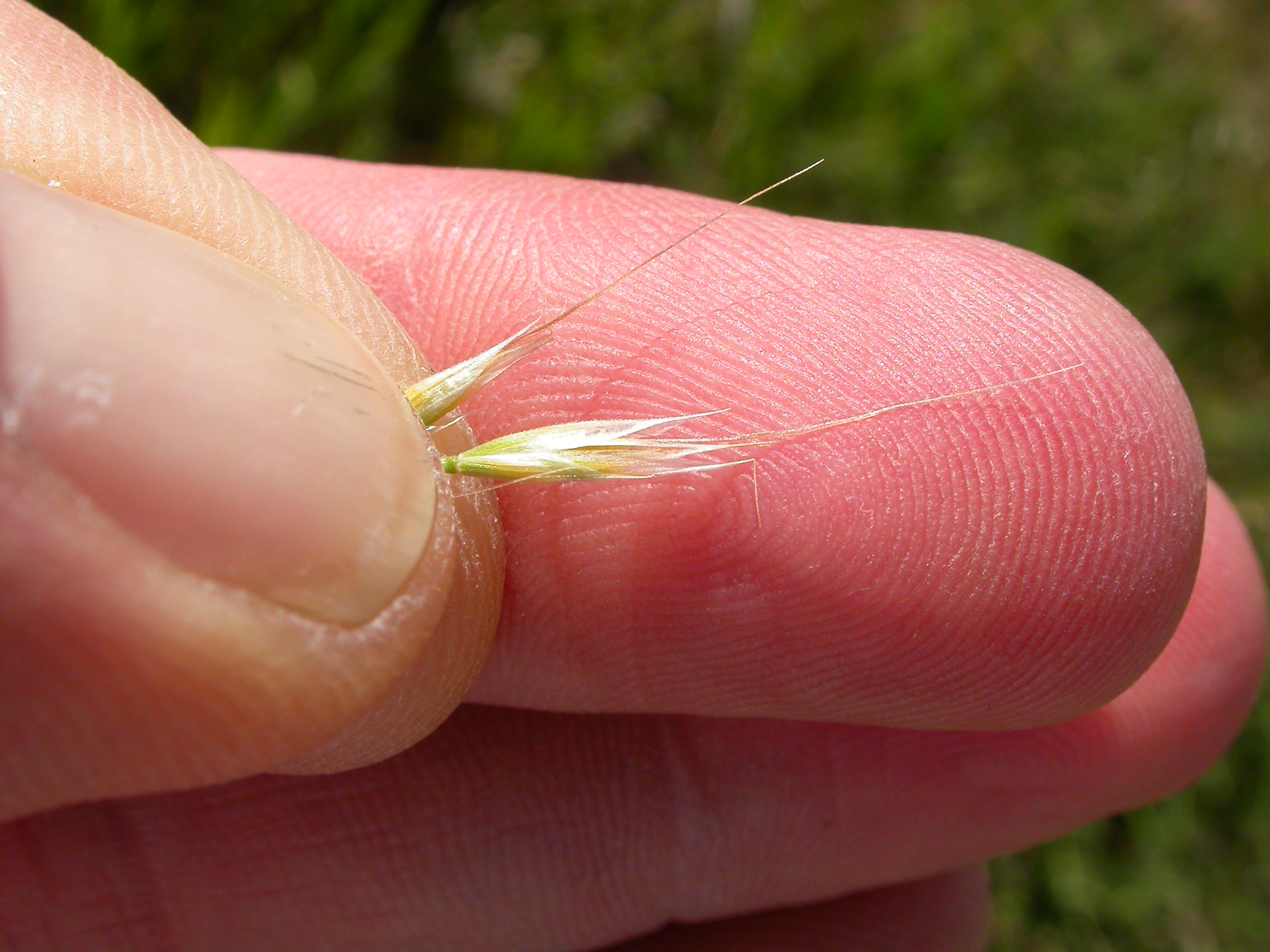
upright = 0.8

Ovsiřík štíhlý (Ventenata dubia) je od báze větvená, slabě trsnatá, asi 20 až 30 cm vysoká ozimá travina, jež při kvetení dosahuje výšky až 60 cm. Dříve se tento v české krajině původní druh ostrůvkovitě vyskytoval na řadě izolovaných lokalit. Z mnoha míst však rostlina v druhé polovině dvacátého století, často i lidským přičiněním, zcela vymizela a druh je nyní ohrožen vyhynutím.

## Ekologie
Bylina je vázána převážně na rozvolněné písčité plochy a výslunné kamenité stráně s řídkým travnatým porostem. Obvykle se vyskytuje na jižně orientovaných svazích s mělkými, kamenitými, jílovitými nebo jílovitohlinitými půdami. Roste s oblibou na suchých úhorech a pastvinách, okolo obdělávaných polí, na mezích i na loukách s nezapojenými drny, stejně jako podél polních cest a železnic. Preferuje stepní podnebí s ročními srážkami v rozsahu 430 až 860 mm.
Ze semene vyraší semenáč již v průběhu podzimu a jeho drobné listy spolehlivě přezimují. Pro spásání býložravými zvířaty je vhodný pouze z jara. Jakmile začne rostlina kvést, v čase od června do srpna, lodyha značně ztvrdne a spolu s osinami květenství je pro zvířata nepoživatelná; v té době rostlině zároveň usychají listy. Tento diploidní druh má počet chromozomů 2n = 14.

## Výskyt
Za středobod jeho výskytu je považována východní Evropa, odkud se východním směrem rozšířil na od sebe oddělená území v jihoevropském Rusku, v podhůří Kavkazu a po rozlehlé Malé Asii. Na jihozápad se z místa svého původu dostal roztroušeně do střední, západní a jižní Evropy. Později se při osidlování nového kontinentu ovsiřík štíhlý dostal s nedobře vyčištěným osivem do Severní Ameriky. Tam se brzy rozšířil na pastviny ve Spojených státech amerických a v Kanadě, kde vyrůstá až do nadmořské výšky 1500 m n. m. V tamním klimatu a na příhodné půdě se mu vede natolik úspěšně, že je v mnoha státech považován za invazní druh. Je rozšířen na severní polokouli po zeměpisnou šířku 68° a na jižní po 36°.
Českou republikou probíhá částečně severní hranice jeho výskytu. Jen nepravidelně se objevuje na tradičních místech, která se nacházejí spíše v západní části Čech, v Doupovských vrších, ve středním Povltaví a na Plzeňsku. Před několika léty býval hojnějším i na jihovýchodě Moravy, rostl v Bílých Karpatech.

## Popis
Rostlina ovsiříku štíhlého je od spodu rozvětvená a má tenká a hladká stébla vysoká okolo 30 cm. Je to hemikryptofyt, který má nehluboko sahající vláknité kořeny. Jeho uzliny na stonku jsou lysé a koncem jara bývají zbarvené purpurově červeně.
Stonek rostliny je střídavě porostlý jednoduchými celistvými listy bez řapíků a palistů. Čepel listu, vyrůstající z blanité pochvy, je plochá, užší než 0,3 cm, dlouhá do 7 cm a bývá svinutá nebo složená. Na lícové straně je hladká, kdežto na rubové strupovitá, na líci je blanitý rýhovaný jazýček, který bývá dlouhý až 6 mm a leckdy je dělený do úzkých segmentů.
Květenství je řídká, až 40 cm dlouhá, rozkladitá lata klásků vytvořená z dlouhých, útlých, většinou v přeslenu postavených větví a větviček, které se často ohýbají. Bočně zmáčknuté klásky obsahují dva nebo tří zelené či nafialovělé oboupohlavné kvítky. Mají nestejné plevy bez osin, dolejší s pěti až sedmi žilkami jsou kratší než hořejší, které mají žilek sedm až devět, plušky jsou dvojitě kýlnaté. Pluchy kvítků jsou rozeklané ve dva jemné cípy a opatřené kolénkatou, z klásku čnějící osinou. Kvítky jsou opylovány větrem, mají tři tyčinky s prašníky a lysý semeník se dvěma vyčnívajícími pérovitými bliznami.
Plod ovsiříku štíhlého je lysá hnědožlutá obilka pouhých 3 mm dlouhá. Jedná rostlina vyprodukuje průměrně pětatřicet obilek, které se rozšiřují nejčastěji větrem nebo zachycením osiny za srst zvířete či ptáka zobajícího další semena. K roznášení těchto plodů přispívají též lidé i zemědělská technika, z rostlin rostoucích poblíž silnic nebo železničních tratí mají podstatně větší pravděpodobnost dostat se do větší vzdálenosti. Rostliny tohoto druhu často rostou jako kontaminant na polích v porostech trav pěstovaných pro semena, kde mají jeho drobná semena příhodnou možnost dostat se mezi semena užitkových rostlin a znovu být vysetá.

## Rozmnožování
Rostlina se rozmnožuje výhradně pohlavně obilkami, z kterých převážná část vyklíčí již na podzim toho roku, kdy dozrály. Při vhodných klimatických podmínkách, vlhku a teplotě nad 8 °C, vzklíčí v toleranci od třiceti do šedesátí dnů po dosažení zralosti a opadu z rostliny. Méně než 15 % semen začne klíčit po studené stratifikaci až další rok na jaře, a to při teplotě okolo 5 °C. Pouze málo jich setrvává v půdní semenné bance, kde v životaschopném stavu nevydrží déle než tři roky.

## Význam
Rostlina má malou hodnotu jako krmivo, protože po utvoření květenství stonky ztvrdnou a zvířata je odmítají přijímat. Bylina navíc z půdy jímá oxid křemičitý a mívá ho ve svém těle průměrně 3 %, což také u zvířat snižuje její chutnost. Při strojním kosení běžného travnatého porostu, ve kterém ve větším počtu ovsiřík štíhlý roste, musí být kosicí nože dostatečně ostré, jinak mají jeho lodyhy tendenci se ve stroji zamotávat.

## Ohrožení
V české přírodě došlo u ovsíku štíhlého v posledních padesáti létech dvacátého století k razantnímu úbytku druhu, z řady tradičních lokalit, na kterých rok co rok rostl, se zcela vytratil. Jeho vymizení se vysvětluje jak zarůstáním neobhospodařovaných pastvin a luk dřevinatou vegetací, tak intenzifikačními postupy spočívajícími hlavně ve scelování pozemků, likvidaci mezí a polních cest, mýcení remízků a zaváděním chemizace. Proto byl tento rostlinný druh zařazen v Červeném seznamu ohrožených druhů České republiky z roku 2017 do kategorie Kriticky ohrožený druh (C1t).
Po jeho druhotném rozšíření na rozlehlé pastviny v Severní Americe se mnohde stal dominantní rostlinou, jež napadá jednoleté i trvalé trávní porosty. Nejlépe se tomuto druhu daří na pacifickém severozápadě ve státech Idahu, Washingtonu a Oregonu. V této oblasti odhadují, že následkem jeho invazního šíření vznikají roční ztráty, na zmařené pastvě a senu, v hodnotě vyšší než 20 miliónů dolarů. Obdobně se chová i v Kanadě, kde je stejně jako ve Spojených státech považován za invazní druh.
Podle posledního hodnocení IUCN je ovsík štíhlý celosvětově hodnocen jako málo dotčený druh (LC).